# Championnat d'Amérique du Nord, centrale et Caraïbe de football des moins de 16 ans 1987
 (septembre 2018).
Si vous disposez d'ouvrages ou d'articles de référence ou si vous connaissez des sites web de qualité traitant du thème abordé ici, merci de compléter l'article en donnant les références utiles à sa vérifiabilité et en les liant à la section « Notes et références ».
Navigation
Cuba 1988
Le Championnat d'Amérique du Nord, centrale et Caraïbe de football des moins de 16 ans 1987 est la troisième édition du Championnat d'Amérique du Nord, centrale et Caraïbe de football des moins de 16 ans, qui se déroule au Honduras, du 14 au 25 février 1987.

## Premier tour

### Groupe A
| Rang | Équipe            | Pts | J | G | N | P | Bp | Bc | Diff |  | Résultats         |     |  |     |
| ---- | ----------------- | --- | - | - | - | - | -- | -- | ---- |  | ----------------- | --- |  | --- |
| 1    | États-Unis        | 4   | 2 | 2 | 0 | 0 | 6  | 1  | +5   |  | États-Unis        |     |  | 4-0 |
| 2    | Honduras          | 2   | 2 | 1 | 0 | 1 | 4  | 4  | 0    |  | Honduras          | 1-2 |  | 3-2 |
| 3    | Trinité-et-Tobago | 0   | 2 | 0 | 0 | 2 | 2  | 7  | -5   |  | Trinité-et-Tobago |     |  |     |

### Groupe B
| Rang | Équipe     | Pts | J | G | N | P | Bp | Bc | Diff |  | Résultats  |     |     |     |  |
| ---- | ---------- | --- | - | - | - | - | -- | -- | ---- |  | ---------- | --- | --- | --- |  |
| 1    | Mexique    | 6   | 3 | 3 | 0 | 0 | 7  | 1  | +6   |  | Mexique    |     |     | 1-0 |  |
| 2    | Costa Rica | 4   | 3 | 2 | 0 | 1 | 4  | 5  | -1   |  | Costa Rica | 1-5 |     | 1-0 |  |
| 3    | Jamaïque   | 1   | 3 | 0 | 1 | 2 | 0  | 2  | -2   |  | Jamaïque   |     |     |     |  |
| 4    | Salvador   | 1   | 3 | 0 | 1 | 2 | 0  | 3  | -3   |  | Salvador   | 0-1 | 0-2 | 0-0 |  |

## Tour final
| Classement final |            |     |   |   |   |   |    |    |      |
|                  | Équipe     | Pts | J | G | N | P | BP | BC | Diff |
| 1                | Mexique    | 6   | 3 | 3 | 0 | 0 | 9  | 1  | +8   |
| 2                | États-Unis | 4   | 3 | 2 | 0 | 1 | 7  | 6  | +1   |
| 3                | Costa Rica | 2   | 3 | 1 | 0 | 2 | 5  | 4  | +1   |
| 4                | Honduras   | 0   | 3 | 0 | 0 | 3 | 3  | 13 | -10  |

| 21 février | Mexique    | 3 | 1 | États-Unis |
| 21 février | Honduras   | 0 | 5 | Costa Rica |
| 23 février | Costa Rica | 0 | 2 | Mexique    |
| 23 février | Honduras   | 3 | 4 | États-Unis |
| 25 février | Costa Rica | 0 | 2 | États-Unis |
| 25 février | Honduras   | 0 | 4 | Mexique    |